# Carbinea longiscapa
Carbinea longiscapa is een spinnensoort in de taxonomische indeling van de Stiphidiidae.
Het dier behoort tot het geslacht Carbinea. De wetenschappelijke naam van de soort werd voor het eerst geldig gepubliceerd in 1999 door V. T. Davies.